# 저베일 맥기
저베일 린디 맥기(영어: JaVale Lindy McGee, 1988년 1월 19일~)는 미국의 농구 선수로 현재 NBL의 일라와라 호크스에서 뛰고 있다. 그는 2008년 NBA 드래프트에서 18번째로 워싱턴 위저즈에게 지명되었다.

## 어린 시절
미시간주 플린트에서 태어났고 시카고의 헤일스 프랜시스컨 고등학교로 전학가기 전까지 디트로이트 컨트리 데이 스쿨과 프로비던스 크리스천 고등학교 두 곳의 고등학교를 다녔다. 이후 맥기는 네바다 대학교에 진학하였고 대학 농구부의 주전 센터로 활동했다. 헤일스 프랜시스컨 고등학교의 코치 개리 런던에 의하면 맥기의 대학시절의 이상적인 포지션은 스몰 포워드였고 또한 그는 양 포워드 자리를 모두 소화할 수 있다고 했다. 그는 대학교 2학년 과정 후 (그 때 그는 경기당 14.3점, 7.3리바운드, 53%의 필드 슛 성공률, 33%의 3점 슛 성공률을 보였다) 에인전트를 고용하기로 결정했고 2008년 NBA 드래프트에서 뽑혔다.

## NBA 선수 시절

### 워싱턴 위저즈(2008–2012)
맥기는 2008년도 NBA 드래프트에서 18번째로 워싱턴 위저즈에 의해 선택됐다. 2008년도 7월 9일에 위저즈와 240만 달러로 2년 계약을 맺었다.2010년 1월 9일 맥기는 2010년 1월 5일 필라델피아 세븐티식서스와의 경기 전 Gilbert Arenas의 총기사건에 가담했다는 이유로 만 달러의 벌금을 물었다. Arenas는 위저즈의 라커룸에서 총기 소지로 조사를 받고 있었는데 그는 그의 손가락을 마치 총처럼 쏘고 있어서 그다지 무겁지 않은 비난을 받았다. 그의 팀 동료들은 그와 함께 웃고 있는 사진이 찍혔다. 2011년 1월 6일 맥기는 2011년 올스타 슬램덩크 대회에 참가하도록 선택됐다. 그가 위저즈 선수 중 처음으로 이 대회에 참가한 선수였다. 블레이크 그리핀에게 지면서 2위를 차지했다. 맥기는 덩크 대회에서 한 번에 세 개의 공을 덩크한 첫 번째 선수였고, 이는 나중에 단 한 번의 점프로 가장 많은 공을 덩크한 사람으로 기네스 세계 기록에 올랐다. 세 번째 공은 그의 팀 동료 존 월이 패스해줬다.
2011년 3월 15일 98-79로 시카고 불스에게 진 날, 맥기는 생애 첫 트리플더블(11점, 12리바운드, 12블록)을 달성했다. 그의 최고기록인 12 블록은 Keon Clark가 2001년 3월 23일 당시에 했던 12 블록 이후 가장 많은 수치였다. 그러나 그는 그의 팀이 지고 있는데도 불구하고, 자신의 기록 달성을 위해 무분별한 슛을 해서 비난을 받았다. 그는 심지어 그의 마지막 덩크 이후 림을 당기는 과도한 세로모니로 인해 테크니컬 파울을 받았다. TV 아나운서 케빈 맥헤일은 그의 달성을 “나쁜 트리플더블”이라고 했다. 비난에 답해 맥기는 “나는 트리플더블을 달성했다. 누가 다른 사람이 트리플더블을 했다고 말할 수 있겠는가? 나는 이에 대해 걱정하지 않는다.” 이후 맥기는 그의 괴짜적인 플레이 스타일로 알려졌고, 이는 때때로 보기 드문 플레이로 이어졌다. 그는 2011, 2012 시즌을 위저즈에서 8 리바운드, 10점을 평균으로 마쳤다.

### 덴버 너기츠(2012–2015)
2012년 3월 15일 맥기는 로니 투리아프와 같이 네네를 위저즈로 보내는 조건으로 너기츠로 트레이드됐다. 그는 위저즈의 선수로서 그가 출전했던 41경기 중 40경기를 선발로 뛰었지만 너기츠에서는 그가 출전했던 20경기 중 5경기 밖에 선발로 뛰지 못했다. 그의 출전시간 또한 많이 줄었는데 워싱턴에서는 27.4분을 출전했지만 덴버에서는 20.6분으로 줄었다. 3월 21일, 그의 너기츠 데뷔 경기에서 아론 아플라로가 5초를 남기고 실패한 자유투 공으로 맥기는 게임을 이기는 덩크를 했다. 정규시즌 막바지에 너게츠는 서부 컨프런스에서 6번째 시드를 얻었고 맥기는 그의 생애 첫 플레이오프(2012 NBA Playoffs)에 진출하게 되었다. 맥기는 플레이오프 첫 번째 상대인 로스앤젤레스 레이커스와의 다섯 번째 경기에서 그의 시리즈 최고 점수인 21점을 완성했다. 그의 점수는 기복이 있었는데, 레이커스와의 7차전에서는 32분 동안 7번의 슛 시도 중 1개를 성공했고, 6점밖에 득점을 못했다. 그리고 2012년 7월 18일 맥기는 너기츠와 4400만 달러로 4년 재계약을 맺었다. 맥기의 2013-2014 시즌은 중도에 끝냈는데 왜냐하면 그는 2013년 11월 8일부터 문제가 있던 그의 왼쪽 정강이뼈를 2014년 2월 20일에 수술해야했기 때문이다.

## 국가대표팀 경력
맥기는 미국 농구 국가대표팀의 2009년과 2010년 하계 캠프에 소집되었다. 그는 미국 백팀의 일원으로 2010년 세계 농구 축제에서 라디오 시티 뮤직 홀에서 연습 경기에 출전했다. 그러나 주목을 받을 활약을 보이지 못하면서 2010년 8월 15일 매디슨 스퀘어 가든에서 열린 중국 대표팀과의 연습 경기에 출전하지 못했다. 맥기는 2011년 NBA 록다운 동안 필리핀에 2번 방문했으며,  첫 번째는 NBA 스타와 필리핀 대표팀과의 친선 경기를 위해서 방문했고 그 이후에는 농구 클리닉을 위해서 방문했다. 이를 계기로 필리핀 대표팀 소속으로 스페인에서 열리는 2014 FIBA 농구 월드컵, 인천에서 열리는 2014 아시안 게임에 귀화 선수로 뛰는 제안을 받았다. 그러나 안드레이 블라체가 필리핀으로 귀화하면서 국가대표팀 선수로 발탁되자 그의 귀화는 무산되었다.
2021년 7월 16일 케빈 러브의 부상으로 인해 그의 대체 선수로 2020년 하계 올림픽에 참가하는 미국 대표팀의 일원으로 발탁되었다.

## 개인사
그의 아버지 조지 몽고메리도 농구 선수로 1985년 NBA 드래프트 2라운드에서 포틀랜드 트레일블레이저스의 지명을 받았으며, 경기는 뛰지 못했다. 그의 어머니 파밀라 맥기는 미국 여자 프로 농구 협회(WNBA)와 미국 여자 대표팀의 스타 농구 선수였으며, 로스앤젤레스 스파크스와 새크라멘토 모나크스에서 활동했다. 맥기는 WNBA 플레이어의 아들로는 처음으로 NBA에서 뛴 선수이다. 맥기는 너기츠가 2013 NBA Draft에서 2.35m의 암 스팸을 가진 루디 고버트를 드래프트하기 전까지 현 NBA 선수 중 가장 긴 암 스팸, 2.30m로 기록됐다. 그는 NBA 관련 웃긴 동영상, 실수들을 방영하는 "Shaqtin' a Fool"에 주로 출연한다. 그는 그의 잦은 출연에 불쾌함을 비췄었다.